# PICK ME (歌曲)
〈PICK ME〉是選秀節目《PRODUCE 101》的參賽練習生們所演唱的歌曲。這首歌於2015年12月17日由CJ E&M透過網路發行為數位單曲，並同步推出音樂錄影帶。當天在《M Countdown》第453集節目中首次公開演出。由張根碩擔任主持人，當中共有101名練習生中的98人透過這首歌展現自己的實力。節目結束後，最終出道團體I.O.I也重新演唱此曲，並收錄於他們的專輯《Chrysalis》中。
這首歌後來也被用於南韓國會的立法委員選舉宣傳中。

## 編曲
〈PICK ME〉是一首電子舞曲風格的作品，由資深音樂製作人金昌煥以筆名「Midas-T」名義，韓國始祖偶像團體酷龍成員具俊曄以藝名「DJ KOO」名義，與Maximite共同負責詞曲製作。

## 商業表現
〈PICK ME〉在2016年2月2日至13日那期的Gaon數位音源榜上首次進榜，名列第45名，並被標註為熱門歌曲。在第二週，歌曲上升至第24名；第三週則攀升至第9名，達到最高排名。
在2016年2月份的月榜中，〈PICK ME〉排名第30名；到了3月，則進一步上升至第13名。
這首歌在2016年年終榜上位居第53名，全年共售出893,723次下載，並累積了38,956,800次串流播放。

## 榜單
| Chart              | Peak position | Sales   |
| ------------------ | ------------- | ------- |
| Gaon Digital Chart | 9             | 893,723 |